# Museu Nacional de Libèria
El Museu Nacional de Libèria és un museu situat a Monròvia, Liberia. Inicialment ocupà una casa pública del carrer Ashmun de la ciutat, que actualment s'utilitza com a biblioteca des del 1958, quan així ho decidí el 18è president de Libèria, William V.S. Tubman. Va ser finançat parcialment per UNESCO, i també pel govern de Libèria, amb l'objectiu d'obtenir, conservar i mostrar elements culturals i altres elements històrics que descriguin el patrimoni del país.

## Història
El museu va ser dirigit pel Departament d'Instruccions Públiques fins que 1965 passà al Departament d'Informació, Turisme i Afers Culturals. El 1981 va passar a formar part de l'Agència Nacional de Cultura. El juny del 1987 aquesta institució fou dissolta i el museu retornà al control del Departament d'Informació. El 1972, el museu va ser reubicat a un nou edifici a l'illa Providence però quatre anys més tard l'edifici es destruí per construir el People's Bridge sobre el riu Mesurado. Més tard es traslladà a l'antic edifici del Tribunal Suprem i s'inaugurà oficialment el 25 de juliol de 1987 amb una cerimònia amb el vicepresident de Libèria, Harry F. Moniba.
El museu nacional resultà profundament afectat pels 14 anys de guerra, tant la Primera Guerra Civil liberiana com la Segona Guerra Civil liberiana. Segons el director del museu Caesar Harris hi havia uns 5,000 objectes abans d'aquests conflictes, dels quals en resten un centenar. Resta intacte una taula de menjador de 250 anys d'antiguitat cedida per la Reina Victoria al primer President de Libèria, Joseph Jenkins Roberts. Durant la guerra, sovint es van vendre elements valuosos i s'utilitzà el museu de camp de batalla el 2003.

## Descripció
El museu conté tres parts. A la planta baixa hi ha un repàs històric amb papers presidencials, documents privats i memòries d'executius importants facilitats del govern liberià, així com fotos i mapes. La primera bandera que mostra el museu del país actual és de l'agost de 1847. Hi ha també altres elements com segells de correus o una pàgina d'editorial del diari de Libèria, l'Herald de Libèria. Altres elements inclouen mobiliari tradicional i estris, i hi ha una botiga.
Al segon pis hi ha la galeria etnogràfica i en el pis superior la galeria d'arts contemporània que il·lustra treballs artístics liberians molts dels quals són producte d'un contracte entre el museu i institucions d'art i universitats d'art de tot el país on els artistes produeixen pel museu. Al museu també hi ha vídeos i àudios històrics, així com elements de les cultures liberianes com reproduccions de balls i màscares.